# Nadezhda Sugako
Nadezhda Sugako, née le 9 février 1964, est une rameuse d'aviron biélorusse.

## Carrière
Elle remporte la médaille de bronze en deux de couple aux Championnats du monde d'aviron 1987 à Copenhague.
Aux Jeux olympiques d'été de 1988 à Séoul, elle termine quatrième de la finale de huit.